# Ath-Thaghr al-Aqsà
Ath-Thaghr al-Aqsa (àrab: الثغر الأقصى, aṯ-Ṯaḡr al-Aqṣà), també coneguda per la seva traducció literal com Frontera Extrema o Marca Extrema, fou una divisió administrativa i militar al nord-est de l'Àndalus, a la vall de l'Ebre, integrada en ath-Thaghr al-Alà o Marca Superior, la circumscripció més allunyada de Qúrtuba i la més propera i exposada al perill cristià.

## Antecedents
Els musulmans van desembarcar el 711 a Gibraltar i poc després van vèncer els visigots en la batalla de Guadalete, per arribar la primavera de 714 a la vall de l'Ebre; un cop assegurada la rereguarda sotmetent Corduba, Spali, Mèrida i Tulaytula, l'ocupació del territori passava pel domini dels centres urbans més importants del Regne de Toledo, entre aquests Cesaracosta. L'entrada dels musulmans a Cesaracosta fou pacífica, però alguns nobles visigots i alts dignataris eclesiàstics van fugir al Pirineu. Només hi ha documentada una certa resistència a la ciutat d'Osca.
El territori d'Al-tagr al-Aqsa només comprenia les províncies de Washka i Barbitanya.